# Max (animateur)
Pour les articles homonymes, voir Max.
Ne doit pas être confondu avec Max Meynier, un autre animateur de radio.
 (août 2021).
Si vous disposez d'ouvrages ou d'articles de référence ou si vous connaissez des sites web de qualité traitant du thème abordé ici, merci de compléter l'article en donnant les références utiles à sa vérifiabilité et en les liant à la section « Notes et références ».
Franck Bargine,, dit Max, né le 21 octobre 1969 à Versailles, est un animateur audiovisuel, DJ et producteur de musique français.

## Activité radiophonique

### 1988-1996: ses débuts à la radio
Passionné par la musique et la radio, Max, qui au départ voulait devenir ingénieur du son, débarque sur Fun Radio en novembre 1988. Il n’anime pas encore d’émission, il est simple standardiste, mais devient l’assistant de Bill Codbar. En 1990, il anime pour la première fois sa propre émission : Fun Live. Le concept est simple : 1 à 2 h de concerts des groupes diffusés durant la journée, avec peu de paroles entre les morceaux. Son pseudonyme est alors Alvin. À la même époque, il coanime et lance l’émission Fun Master Mix, émission musicale autour de la musique dance.
En 1993, L'Émission des filles est diffusée à l’antenne entre 22 h et minuit. Animée par Julia Versene et Genie Godula, il faut trouver un réalisateur pour cette émission. C’est le déclic pour Alvin, il intervient de plus en plus à l’antenne. Un pseudonyme se révèle nécessaire. Genie veut que ce soit Max (peut-être pour le clin d'œil à la série des années 1970-80 « Matt et Jenny »), et c'est ce qui sera choisi. Les deux filles font alors croire aux auditeurs que Max et Alvin sont jumeaux.
Au départ de Julia de Fun Radio en 1994, Max co-anime l'émission avec Genie pendant quelque temps. Le duo fonctionne bien et les nuits sont émaillées de fous-rires mémorables. Puis Max décide de faire sa propre libre antenne, seul, jusqu’à 3 h du matin. Il trouve son inspiration, son ton, et bientôt son univers : le « Star System ».

### 1996-2001:le Star System
La saison 1996-1997 est la première vraie saison du Star System avec Florent et Julie au standard, accompagnés quelques mois plus tard par Gaëlle. Il crée de nombreux jeux, tels que le Kikidonc ou encore le Jacky les croissants chauds, et le Jeu de l'anglais. Les auditeurs font la connaissance d’auditeurs originaux : Gérard de Suresnes, Françoise de La Courneuve, Alain le bègue et Stéphane l'alcoolo. Viendront par la suite Bruno et son touring de Grande-Bretagne, Anne-Joëlle (et ses larmes), DJ Maxime, Alain de Brest (soi-disant le meilleur ami de Michael Jackson), Amédée (avide de téléphone rose et du « journal » (une revue pornographique dont il « se sert » pour parvenir à ses fins lors de double-appels d'auditrices), Spermator (jeune puceau qui voulait absolument parler de sexe) et Jean-Pierre Sauser, un chanteur prétendant être une synthèse d'Hervé Vilard et Johnny Hallyday, auquel Max donne l'occasion d'enregistrer plusieurs de ses morceaux et de passer en concert live dans les studios de Fun Radio un soir dans son émission, avec des titres comme La Fête de la musique, Jean-Pierre in Wonderland et Je cherche un producteur.
Jusqu'en mars 1998, l’émission a lieu le soir de 22 h à 2 h du matin. Début avril, Max n’est plus à l’antenne, certains affirment qu’il a quitté la station en désaccord avec la nouvelle direction. Il est remplacé le soir par une émission de libre antenne animée par Mickaël Quiroga. Des teasers à l’antenne annoncent l’arrivée de Gaston aux commandes des matinales. L’animateur Gaston est en fait Max, qui a décidé de prendre les commandes des matinales de Fun Radio avec l’émission Le Morning de Max, où de nouveaux personnages (Amédée, Pédro dans l’hélico) et de nouvelles séquences apparaissent (le jeu des trois mots, les petites annonces, etc.).
Fin septembre 1998, il reprend les commandes des soirées de Fun Radio après le « dérapage » de Mickaël quelques jours plus tôt, où l'animateur avait donné le numéro d'un auditeur à l'antenne à la suite d'un différend avec ce dernier. Son émission Le Star System débute à 22 h en compagnie de la Dream Team de l’émission (Manu, Phildar, Reego, et les standardistes : Raphaëlla, Julie, Florent, Gaëlle, Apolline, Anne-ka, et plus tard Laurent et Pauline).
La période de 1998 à 2001 est considérée par beaucoup de fans comme l'âge d'or de l'émission. Max y mélange interventions des auditeurs, les jeux mythiques de l’émission, et des délires personnels (Les Monsieur Madame, les Paris by night, le Ricky Larsen show, les nuits monologues, quelques nuits 100% nanas). L’émission n’a pas de durée précise, elle se termine un jour à 1 h du matin, le lendemain à 4 h, en fonction des désirs de l’animateur. La grande majorité des « auditeurs cultes » de l'émission interviennent très régulièrement lors de ces quatre années.
Tous les jeudis soirs, Max laisse sa place à minuit aux Débats de Gérard, une émission de débats « trashs » et déjantés animée par Gérard de Suresnes, épaulé par le reste du Star System, et à laquelle participent des auditeurs habituels. Cette émission durera jusqu’en 2002. Les Débats de Gérard connurent un arrêt brutal à la suite d'une maladresse de son animateur, Gérard Cousin, le 30 octobre 2002, qui a lancé en plein débat une interjection malvenue (le jeu de mots « Aïe Hitler ! » après s'être accidentellement cogné). Gérard est ensuite définitivement évincé de Fun Radio.

### 2001-2005: la rentrée dans le rang
Pour la saison 2001-2002, Max a une nouvelle coanimatrice, Mélanie Angélie, pour l’émission Hotline. Le ton change et l’émission ressemble de plus en plus à une émission de libre antenne classique centrée autour des interventions des auditeurs. Plusieurs fans de la première heure sont déçus de cette nouvelle mouture, beaucoup plus classique et « sage ». La programmation musicale devient de moins en moins éclectique, et comparable à celle de Fun Radio en journée, ce que certains lui reprocheront. Ayant conscience de ce changement d'ambiance dans l'émission, Max lance en 2002 Max, tout seul, à partir de 23 h, heure à partir de laquelle il demande à Mélanie Angélie de quitter le studio.
De la rentrée 2003 à 2005, Max continue tout seul la Radio libre. Cependant l'esprit n'est plus le même, et l'émission semble s'adresser à un nouveau public (plus jeune).
Le 23 décembre 2005, Max anime sa dernière émission de radio libre, mais les auditeurs n'en sont informés qu'après la fin des vacances de Noël. Son contrat le liant avec Fun Radio prend définitivement fin le 28 décembre.
Le 2 janvier 2006, avec la reprise du créneau horaire 21 h-minuit par une nouvelle émission animée par Sophie Gaillard, le départ de Max est clairement finalisé.

### 2006-2016: l'après Fun Radio
Le 11 janvier 2006, Max affirme sur la radio NRJ (ainsi que lors d'un court passage pendant un soir sur Fun Radio) que son départ est purement volontaire, même si certaines rumeurs prétendent que l'arrêt de son émission est due à une baisse d'audience et au remaniement de la direction de Fun Radio.
Durant l'année 2007, il anime quelques émissions sur Radio Néo. Le jeudi 22 novembre 2007, il entame une émission hebdomadaire (tous les jeudis de 20 h à 23 h), sur Radio Néo : Carte blanche à MAX. En juin 2008, il assure les commandes de la matinale d'Europe 1 Sport. En octobre 2009, Max renoue avec l'époque du Star System en animant une émission de libre antenne sur Radio Néo en gardant le même esprit. En janvier 2010, du lundi au vendredi de 20 h à minuit, il est aux commandes de l'émission 100 % Talk Sport, Ça fait le Buzz de 10 Radio sur le réseau des radios numériques Goom Radio.
Le 22 septembre 2010, il inaugure la nouvelle webradio du Paris Saint-Germain, PSG Radio (sur Goom Radio) avec le président du club Robin Leproux et anime du mardi au vendredi (19h-20h) Paris est magique.
En 2012, il effectue quelques remplacements d'Alexandra Kazan sur SNCF La Radio, de 17 h à 20 h.
Le Star system sera « ressuscité » à plusieurs reprises dans les années 2010. En janvier 2013, Max anime l'émission Max Radio Libre, l'émission sans concession sur la radio numérique Prysm Radio. On y retrouve notamment ses fameux jeux des 3 mots, le Kikidonc et autres rubriques qui ont été reprises dans les émissions des autres animateurs de radio. Deux ans plus tard, Max revient avec le Star system le 18 mai 2015 sur OUI FM pendant 5 semaines.

### 2016-2022: la Max Radio et Nostalgie
En 2016, Max effectue un nouveau retour à l'antenne à travers un projet de radio internet développé par ses soins : la Max radio. La première émission de libre antenne a eu lieu le 17 octobre 2016,,. La radio trouve ses financements par le don des auditeurs et Max y anime une émission de libre antenne de façon hebdomadaire. La 100e émission de Max tout seul a lieu en juillet 2019. La Max Radio est inactive depuis 2022.
En parallèle, Max fait un retour sur la bande FM à la rentrée 2019, en animant une émission quotidienne de remix de titres des années 1980 tous les soirs sur Nostalgie.

### 2025: RMC Gold
En avril 2025, le groupe RMC BFM lance une nouvelle radio numérique 100% musicale : RMC Gold. A cette occasion, Max est de retour avec une émission de libre-antenne du lundi au jeudi entre 22h et 00h. Les auditeurs pourront l’interpeller sur les sujets de leur choix avec des anecdotes entrecoupées par des classiques intemporels des années 80 et 90. Il est également aux commandes, le vendredi entre 22h et 00h, d'une émission musicale intitulée "La playlist de ta vie". Des invités issus du monde de la musique, du cinéma, du sport ou de la télévision, se livreront à cœur ouvert sur leurs goûts musicaux en dévoilant leur playlist idéale.

## Activités télévisuelles
Pendant longtemps, Max a refusé de montrer son visage et de médiatiser ses prestations à la télévision, afin de cultiver son image de personnage énigmatique. Les campagnes de publicité de Fun Radio le faisaient alors apparaître masqué ou pendant son enfance. La retransmission de son émission sur Fun TV faisait en sorte que l’on ne voie que son ombre.
- 1994-1995 : chroniqueur dans Chela Ouat sur France 2
- 1997 : membre de l’équipe des Piégeurs sur M6
- 1998-1999 : animateur de l’émission Techno.Max sur M6, émission sans périodicité particulière et consacrée aux musiques électroniques
- 2000-2001 : coanimateur avec Dorothée Woillez de l'émission La vie à deux sur France 3
- 2002 : animateur de Loft Story du samedi soir sur M6[2]
- Septembre 2003-juin 2005, animateur de l’émission quotidienne matinale C’est pas trop tôt sur M6
- 2006 : Max et Charlie sur M6 Music Hits
- avril 2007 : Un Max de services sur Direct 8
- Septembre 2007, il présente On aura tout vu sur Direct 8
- Janvier 2008, Strip Poker, les filles de Las Vegas sur W9 avec Ève Angeli
- 2010 :Il commente avec Richard Sette une émission de catch sur MCM : la Ring of honor

## Musique

### Production musicale
Il a notamment produit le groupe house Spoon Nation en 1999.

### DJ
Max est également DJ. À la fin des années 1990, il officiait occasionnellement à la boîte de nuit « La Locomotive » à Paris, aux côtés d'artistes comme Laurent Garnier ou Jean-Marie K. Sous le pseudonyme de « Max Campo », il continue ses prestations de DJ occasionnellement dans des boîtes de nuit à Paris ou en province.

## Autres activités
Depuis septembre 2010, Max est le speaker de l’équipe de France de football. Il anime son premier match à l'occasion de la rencontre France-Biélorussie comptant pour la qualification à l'Euro 2012. Le soir du 13 novembre 2015, à la suite des attentats aux alentours du stade, il sera chargé de l'évacuation de l'arène,. Considéré comme un « grand supporter du PSG », il officie également pour les matchs de la section football féminine du Paris Saint-Germain et du Paris Saint-Germain Handball.
Le 7 septembre 2019, lors du match de qualification pour l'Euro 2020 entre la France et l'Albanie, Max intervient au micro du Stade de France pour s'excuser d'une erreur de diffusion lors de la cérémonie des hymnes, l'hymne andorran étant joué à la place de l'hymne albanais. Il confond l'Arménie avec l'Albanie, rajoutant à la confusion du début de rencontre.

## Discographie
- Compilations Cybertrance (6 compilations)
- Max, le Star System (Best-Of)
- Musiques de Nuit (4 compilations) et Ballade Nocturne (2 volumes)
- La Grosse Teuf
- Electronic
- e-Max
- Beach Love
- Latino Groove
- DJ Set Volume 2
- Techno Tribal (3 compilations)
- Spiritual Techno (2 compilations)

### Émissions de libre-antenne animées sur Fun Radio
- Le Star System
- Le Morning de Max
- Hotline
- Radio Libre
- Max et Génie.
- Les Filles avec Génie Godula et Julia Versene.
- La nuit des auditeurs
- Max et Mélanie

### Émissions musicales animées sur Fun Radio
- Fun Live
- Fun Master Dance et Fun Master Mix avec Dwight Thompson
- After Fun avec Jean-Marie K
- Trance Max devenue ensuite CyberTrance (émission trance disparue et diffusée le vendredi soir à minuit en 1997)
- Ballade Nocturne (émission de musique classique et/ou relaxante diffusée le dimanche soir de minuit à 1h)
- Eklektique (diffusée le dimanche soir en 2000)